# La Douze
La Douze is een gemeente in het Franse departement Dordogne (regio Nouvelle-Aquitaine). De plaats maakt deel uit van het arrondissement Périgueux. La Douze telde op 1 januari 2022 1.147 inwoners.

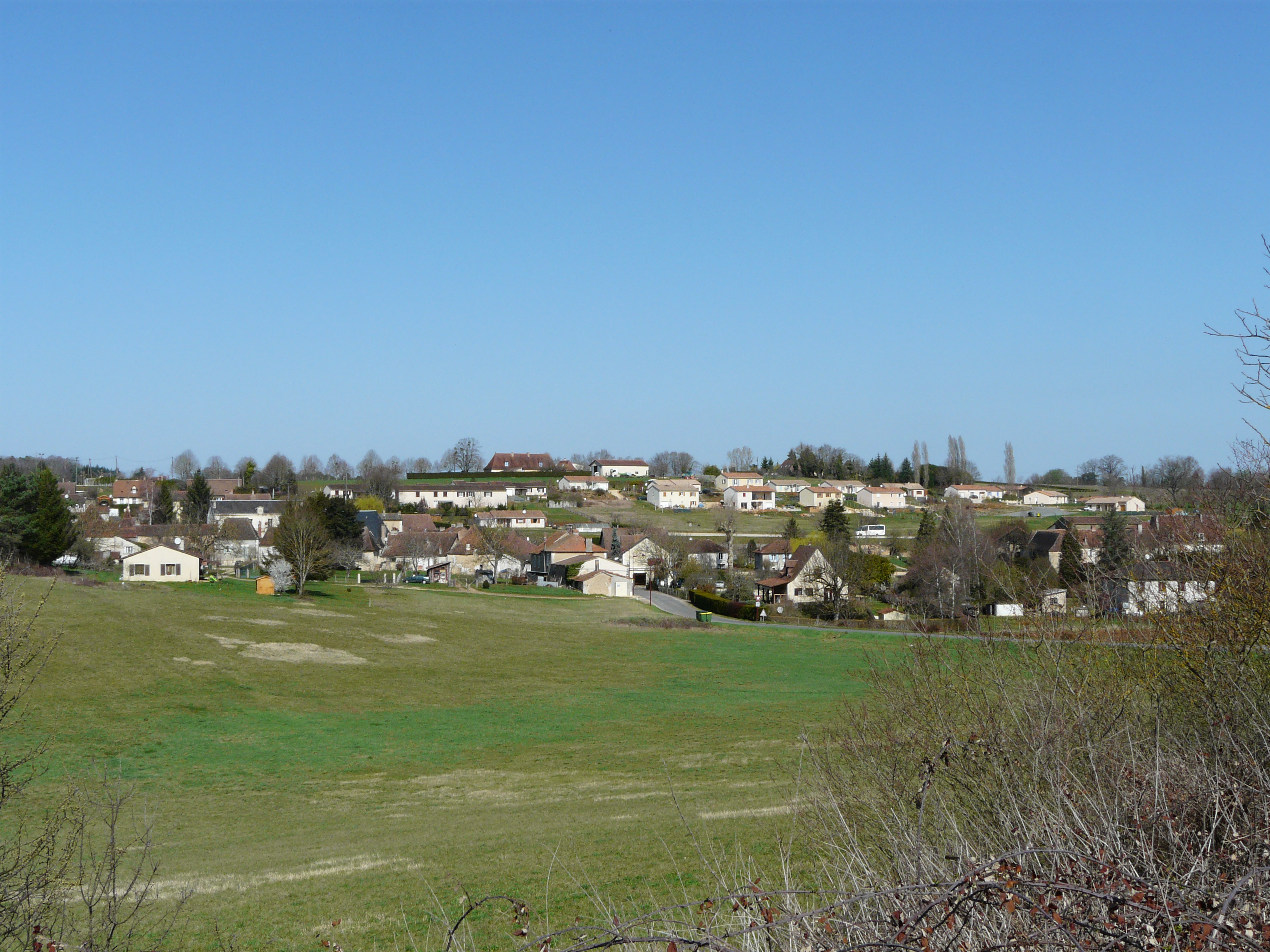
La Douze
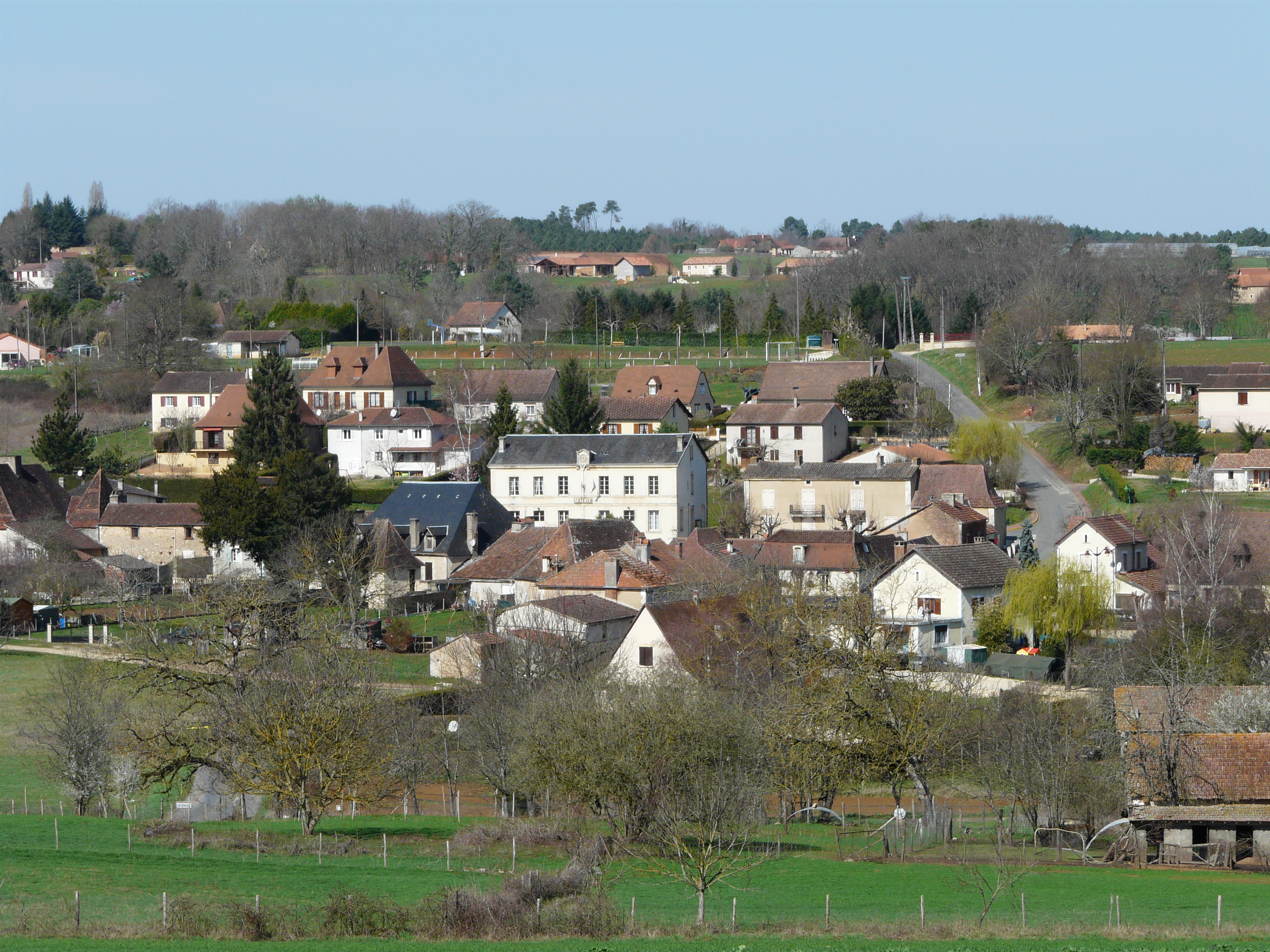
La Douze
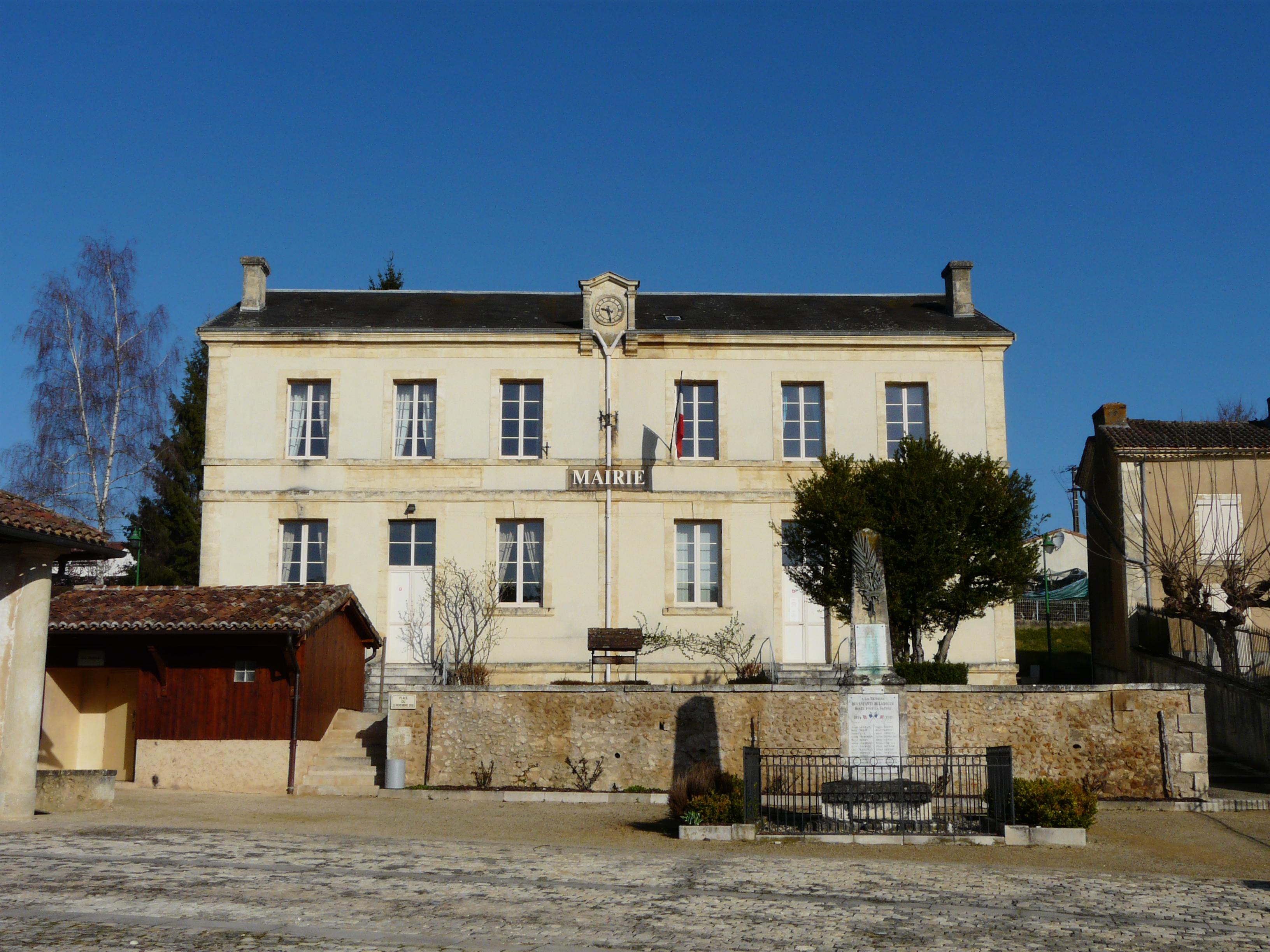
Gemeentehuis
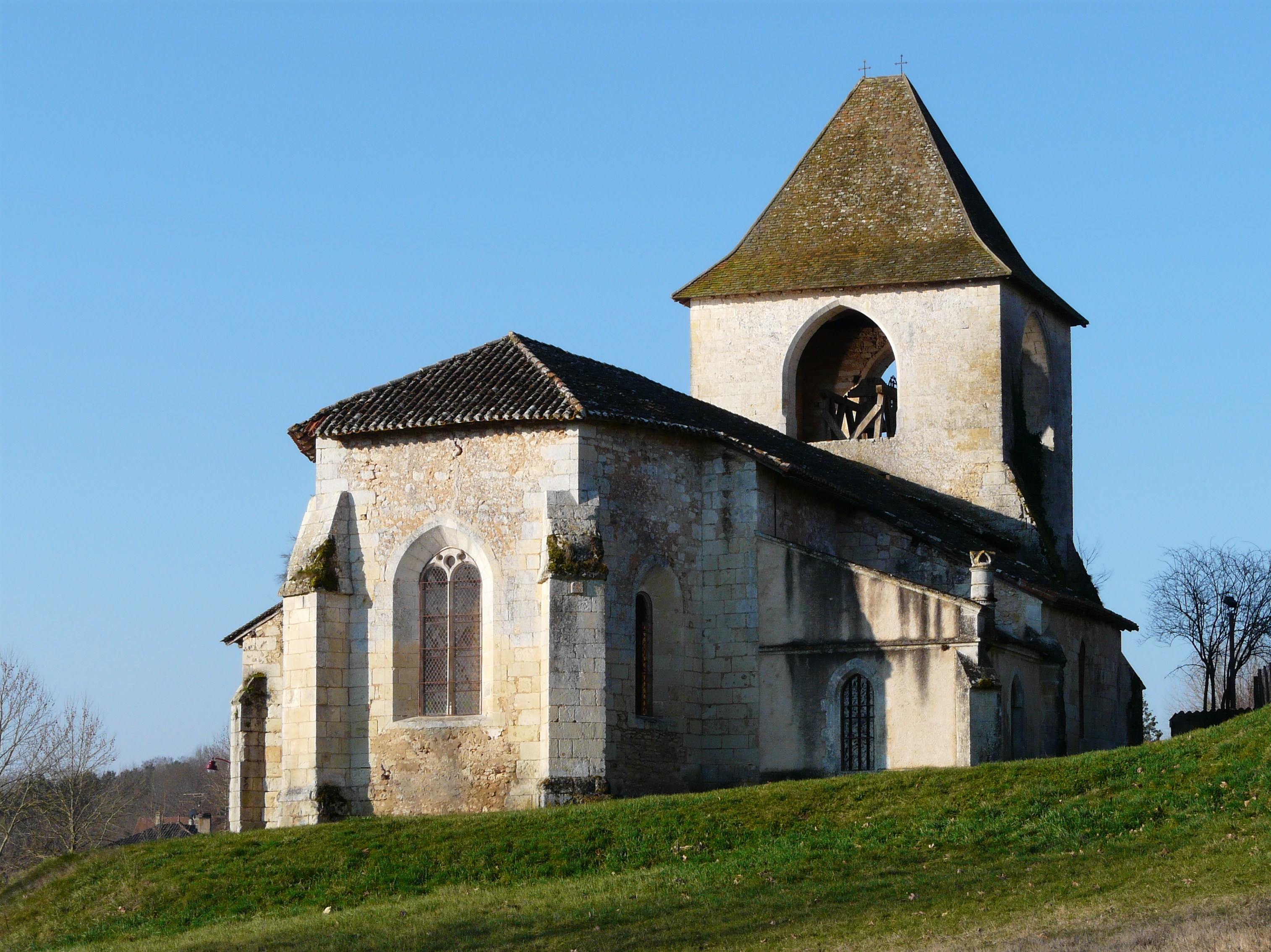
Kerk van La Douze

## Geografie
De oppervlakte van La Douze bedraagt 23,05 km², de bevolkingsdichtheid is 51 inwoners per km² (per 1 januari 2019).
De onderstaande kaart toont de ligging van La Douze met de belangrijkste infrastructuur en aangrenzende gemeenten.

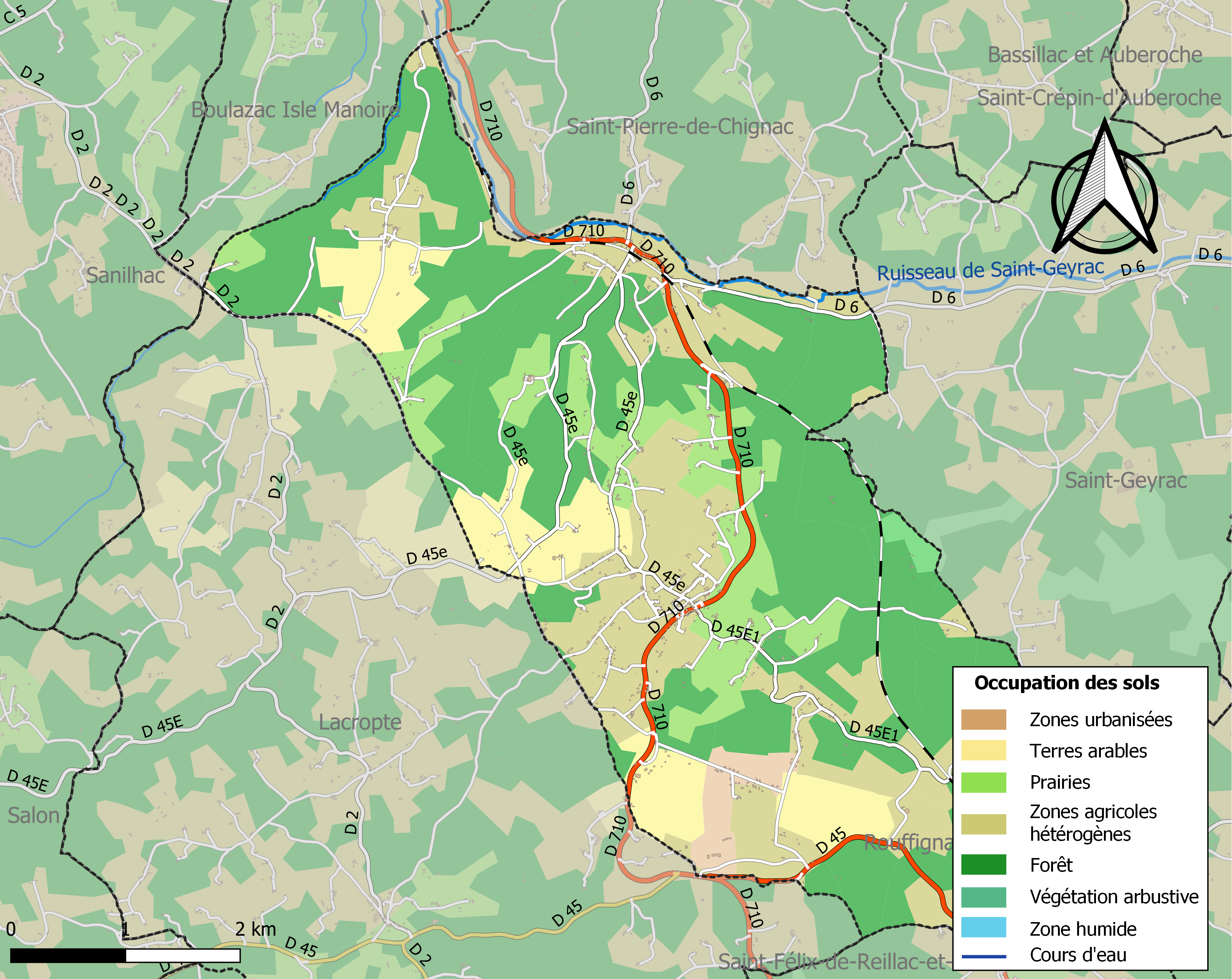

## Verkeer
In de gemeente ligt de spoorweghalte Les Versannes.

## Demografie
Onderstaande figuur toont het verloop van het inwonertal (bron: INSEE-tellingen).